# Рождественский собор (Южно-Сахалинск)
Рождественский собор — православный храм в Южно-Сахалинске, кафедральный собор Южно-Сахалинской епархии Русской православной церкви.

## История
Из-за малой вместимости Воскресенского кафедрального собора губернатор Сахалинской области Александр Хорошавин выступил с инициативой строительства нового кафедрального собора. 21 сентября 2010 года, после Божественной литургии на месте будущего строительства в парке Победы патриарх Московский и всея Руси Кирилл благословил возведение собора. Собор в итоге решено было разместить не на самой площади Победы, а в рекреационной зоне. Храм должен был стать её логичным продолжением.
В августе 2012 года подрядчик ООО «Горстрой» начал строительные работы. На протяжении всего строительства патриарх внимательно следил за работами.
7 июня 2013 года в строящемся соборе, в нижнем храме во имя Трёх святителей, была совершена первая Божественная литургия, которую возглавил епископ Южно-Сахалинский Тихон (Доровских). С того времени в течение более двух лет богослужения совершались в нижнем храме. 
Параллельно с возведением стен велись работы по изготовлению прекрасных икон и мозаик. Ради соблюдения единства и иконографической каноничности был создан художественный совет под председательством архимандрита Луки (Головкова), заведующего Иконописной школой Московской духовной академии. Совет тщательно отбирал не только мастеров, которым предстояло расписывать собор, но и сами лики.
14 августа 2015 года епископ Тихон (Доровских) совершил первую Божественную литургию в верхнем храме Рождества Христова. В цокольном этаже была создана специальная крестильная купель — первая в городе, в которой можно было в полный рост крестить взрослых. Изначально предполагалось, что храм будет отштукатурен, но бывший губернатор области настоял на том, чтобы использовался мрамор — материал долговечный и красивый.
4 сентября 2016 года патриарх Кирилл возглавил чин великого освящения собора и Божественную литургию в нём. С этого времени собор стал главным кафедральным храмом Южно-Сахалинской епархии. В дар новоосвященному собору Патриарх Кирилл передал ковчег с частицей мощей святого праведного Алексия Мечёва и список Казанской иконы Божией Матери.